# ارنستو کونترراس
ارنستو کونترراس (انگلیسی: Ernesto Contreras؛ زادهٔ ۱۹۶۹) کارگردان فیلم اهل مکزیک است.

## فیلمشناسی
- من در زبان دیگری رویا دارم